# Eudynamys melanorhynchus
Eudynamys melanorhynchus là một loài chim trong họ Cuculidae.
Đây là loài đặc hữu của rừng và rừng trên các đảo Sulawesi, Sula, Banggai, Togian và các đảo nhỏ khác gần đó. Chúng thường được coi là có ý nghĩa với E. scolopaceus, nhưng chúng ngày càng được coi là các loài riêng biệt.